# Milan Šimečka
Milan Šimečka, född 6 mars 1930 i Nový Bohumín, död 24 september 1990 i Prag, var en tjeckoslovakisk (tjeckiskspråkig) filosof och politisk författare, far till Martin M. Šimečka. 
På svenska representerad med Vår vän Winston Smith (Náš soudruh Winston Smith), översättning av Sven B. Svensson, Askelin & Hägglund.